# Appareil (cuisine)
Pour les articles homonymes, voir Appareil.
En cuisine, un appareil est un mélange intermédiaire de différents ingrédients que l'on va utiliser avec d'autres produits pour réaliser une recette. Il s'agit donc d'une étape intermédiaire d'une recette, généralement sous forme fluide.

## Types d'appareils
En pâtisserie, l'appareil est souvent un mélange d'un liquide, de farine, d'œuf et de sucre. 
Un appareil à crème prise est une préparation à base d'œufs et de crème. Il peut être décliné sous forme salée (quiches, tartes salées) ou sucrée (tartes normandes, tartes bourdaloue, tartes aux fruits, clafoutis, crèmes aux œufs, crèmes renversées).
Un appareil à bombe ou pâte à bombe est une préparation mousseuse constitué généralement de jaune d'œufs et sirop de sucre, mélangé à de la crème fouettée.
Un appareil à soufflé est le mélange nécessaire pour préparer un soufflé.

## Variantes
L'appareil peut aussi être une garniture propre à d'autres préparations constituant leur réceptacle, par exemple pour les bouchées à la reine ou les vol-au-vent.
Dans le milieu professionnel, la pâte à crêpes est nommée appareil à crêpes.